# Kenneth MacMillan
Sir Kenneth MacMillan (Dunfermline, 11 dicembre 1929 – Londra, 29 ottobre 1992) è stato un coreografo e ballerino britannico.
Fu il direttore artistico del Royal Ballet a Londra tra il 1970 e il 1977.
È ricordato come uno dei grandi coreografi del ventesimo secolo. Egli non aveva paura di confrontarsi con temi controversi come nei balletti The Invitation e The Judas Tree. Spesso si occupava della parte più oscura della natura umana e della sessualità e alcuni dei suoi lavori sono incentrati su personaggi che sarebbero considerati degli outsider. Nello stesso tempo, balletti come Elite Syncopations dimostrano come fosse capace di creare lavori di grande eleganza e classicismo.

## Biografia
Kenneth MacMillan nacque a Dunfermline, in Scozia, il minore dei quattro figli di William MacMillan e di Edith Shreeve. Durante la seconda guerra mondiale fu evacuato a Retford, dove si avvicinò alla danza grazie a un'insegnante del posto, Jean Thomas. Nel 1942 la madre morì, facendo sperimentare al giovanissimo MacMillan, mai molto legato al padre, quella solitudine e senso di isolamento che caratterizzerà molti dei protagonisti dei suoi balletti. Nel 1944, quando i blitz tedeschi cessarono, poté tornare a scuola a Great Yarmouth, dove proseguì nei suoi studi di danza con Phyllis Adams, che lo preparò per il provino per la Sadler's Wells Ballet School.
Nel 1971 sposò la pittrice e scultrice australiana Deborah Williams, con la quale ebbe una figlia, Charlotte.

## Carriera

### L'attività da ballerino e la transizione
Fece il suo esordio al Convent Garden nel 1946, quando era ancora studente, in un allestimento de La bella addormentata. Nell'ottobre dello stesso anno Frederick Ashton lo scelse per il suo nuovo balletto Valses nobles et sentimentales. Il successo fu tale che Ashton lo volle anche per una riprese del suo Les Rendezvous, dove MacMillan dovette sostituire all'ultimo momento il protagonista indisposto. Nella stagione 1948/1949 si unì alla compagnia del Covent Garden in tournée per l'Europa, danzando anche nel ruolo di Florestan ne La bella addormentata di Ashton in occasione della prima a New York nell'ottobre 1949. Tra la fine degli anni quaranta e i primissimi anni cinquanta, MacMillan fece parte del cast originale di diversi balletti, interpretando il Grande Ammiratore nel Children's Corner di John Cranko (1949), Sherlock Holmes e Moriarty in The Great Detective di Margaret Dale (1953) e Moondog in The Lady and the Fool di Cranko (1954).
Nonostante il discreto successo ottenuto come ballerino, MacMillan cominciò ad odiare andare in scena a causa della sua ansia da prestazione. La direttrice artistica Ninette de Valois gli concesse tre mesi di aspettativa, durante i quali si avvicinò alla carriera coreografica grazie all'amico Cranko. Quando tornò al Covent Garden iniziò a creare brevi balletti con il Choreographers Group della compagnia; il suo primo pezzo, Somnambulism, ebbe la sua prima il 1º febbraio 1953 ed ottenne recensioni positive. L'anno successivo replicò il successo con Laiderette, in cui cominciò a delineare il suo interesse per la figura del diverso. In un'intervista alla BBC nel 1990 dichiarò:
Forte dei buoni successi ottenuti, de Valois commissionò al venticinquenne MacMillan un balletto per il Teatro Sadler's Wells: Danses concertantes, su musiche di Igor' Stravinskij, ebbe la sua prima nel gennaio 1955 e segnò la prima di numerose collaborazioni con lo scenografo Nicholas Geōrgiadīs. Nonostante l'influenza di Ashton, Antony Tudor, Jerome Robbins e Roland Petit fosse evidente, il balletto ottenne recensioni positive: The Times salutò l'arrivo di un nuovo talento della coreografia, mentre Clement Crisp riconobbe in MacMillan la voce di una generazione. Nonostante de Valois avrebbe voluto che continuasse a lavorare sia come ballerino che coreografo, MacMillan ottenne di poter svolgere soltanto la seconda mansione. Sarebbe tornato a danzare al Covent Garden soltanto per due repliche nel 1956, come una delle due sorellastre nella Cenerentola di Ashton.

### L'attività da coreografo

#### La consacrazione
Nel suo nuovo ruolo di coreografo della compagnia, MacMillan coreografò una serie di atti unici, tra cui House of Birds (1955) e Noctambules (1956). Nel 1956 lavorò con l'American Ballet Theatre di New York per cinque mesi, durante i quali coreografò Winter's Eve e Journey per la ballerina Nora Kaye. Di ritorno a Londra, curò le coreografie di un nuovo allestimento di Tannhäuser al Covent Gardern. Nel 1958 divise la critica con il balletto The Burrow, che segnò l'inizio della proficua collaborazione con Lynn Seymour, sua musa per molti anni a venire. Nel 1960 MacMillan e Seymour turbarono ancora la critica specializzata con The Invitation, uno dei primi e dei pochi balletti a trattare il tema della violenza sessuale.
Due anni più tardi coreografò un nuovo allestimento de La sagra della primavera apposta per la ballerina Monica Mason nel ruolo della giovane eletta; la nuova coreografia di MacMillan fu considerata la migliore dai tempi di Vaclav Nižinskij dopo quella realizzata da Maurice Béjart nel 1958. Con il passare degli anni i rapporti tra MacMillan e la direzione del teatro si fecero tesi, tanto che il Covent Garden rifiutò di portare al debutto il suo nuovo balletto The Song of the Earth. Cranko, all'epoca direttore artistico del Balletto di Stoccarda, si offrì di ospitare la prima del balletto, che si rivelò un enorme successo, tale da essere inserito nel repertorio del Royal Ballet sei mesi più tardi. Il 1965 segnò la definitiva consacrazione di MacMillan grazie al suo primo balletto in tre atti, il Romeo e Giulietta di Sergej Prokof'ev. Coreografò i ruoli di Romeo e Giulietta per Christopher Gable e Lynn Seymour, tuttavia la direzione della Royal Opera House impose la scelta di Rudol'f Nureev e Margot Fonteyn per la sera della prima, visto il maggior richiamo mediatico della coppia. Il balletto si rivelò un trionfo e fu poi riproposto in molti dei maggiori teatri del mondo, ma MacMillan si sentì tradito al punto di lasciare il Covent Garden.

#### Il periodo berlinese
Nel 1966 accettò la carica di direttore artistico della compagnia di balletto della Deutsche Oper Berlin. L'esperienza, durata tre anni, fu infelice: il teatro attribuiva maggior importanza all'opera che al balletto e MacMillan si sentì relegato in secondo piano. Pur avendo portato con sé diversi ballerini dal Covent Garden, tra cui Seymour, MacMillan divenne sempre più isolato, anche a causa della poca padronanza della lingua tedesca. MacMillan sfogò la sua infelicità nel fumo e nell'alcol, mantenendo lo stile di vita poco sano che gli procurò un piccolo infarto. Nonostante le sofferenze personali, il periodo diede notevole risultati artistici, tanto che la critica Jane Simpson ha affermato che MacMillan ha realizzato alcuni dei suoi lavori migliori a Berlino e Stoccarda. In questi tre anni infatti coreografò Valses nobles et sentimentales, Concerto, Anastasia (la versione in un atto), La bella addormentata, Olympiad, Cain and Abel e Il lago dei cigni.

#### Ritorno a Londra
Nel 1970 Frederick Ashton, che aveva diretto il Royal Ballet dal ritiro di de Valois nel 1963, andò in pensione e il comitato direttivo della Royal Opera House scelse MacMillan e John Field come co-direttori artistici della compagnia. Tuttavia il rapporto tra i due deteriorò rapidamente e dopo pochi mesi Field lasciò il Covent Garden per dirigere il corpo di ballo del Teatro alla Scala. La situazione che il coreografo dovette fronteggiare non era semplice: Ashton era stato costretto al ritiro e perciò molti dei suoi sostenitori non apprezzarono la presenze di MacMillan. Inoltre la direzione del teatro decise di accorpare le due compagnie, causando così il licenziamento di numerosi artisti e tecnici. Così come a Berlino, MacMillan preferiva l'attività artistica a quella amministrativa e la frustrazione di dover svolgere entrambe finì per avere un impatto negativo sulla sua opera da coreografo.
Nel 1971 portò al debutto una nuova versione in tre atti di Anastasia, mentre il 1974 vide l'esordio di Manon, interpretato in occasione della prima dagli acclamati partner Anthony Dowell e Antoinette Sibley. Per quanto Manon finì per entrare nel repertorio di molte delle maggiori compagnie al mondo, entrambi i balletti furono accolti tiepidamente e, a tratti, con ostilità, dalla critica specializzata. Di maggior successo furono invece Elite Syncopations (1974) e Requiem (1976), coreografato in memoria di John Cranko e portato al debutto a Stoccarda perché, così come era accaduto undici anni prima con Song of the Earth, la direzione del teatro non ritenne le scelte musicali della compagnie ideali per un balletto. Requiem avrebbe avuto la sua prima londinese soltanto otto anni più tardi.
Nel 1977, dopo sette anni come direttore artistico del Royal Ballet, MacMillan rassegnò le dimissioni per dedicarsi interamente al lavoro di coreografo: Norman Morrice lo sostituì alla direzione, mentre MacMillan fu nominato coreografo principale della compagnia. Libero da impegni burocratici, nel 1978 portò al debutto Mayerling, un balletto in tre atti incentrato sull'omicidio-suicidio di Rodolfo d'Asburgo-Lorena, interpretato dall'étoile David Wall la sera della prima. Negli anni successivi curò una serie di atti unici: My Brother, My Sister (1978), Valley of Shadows (1983) e Different Drummer (1984).

#### Gli ultimi anni
Negli anni ottanta tornò a sperimentare con la danza al di fuori del mondo del balletto tradizionale. Nel 1983 curò le coreografie della Danza di morte di August Strindberg in scena a Manchester, mentre l'anno successivo fece lo stesso con Kingdom of Earth di Tennessee Williams in scena all'Hampstead Theatre di Londra. Pur mantenendo la sua posizione al Covent Garden, tra il 1984 e il 1989 fu coreografo associato presso l'American Ballet Theatre, per cui coreografò Wild Boy e Requiem (questa volta su partitura di Andrew Lloyd Webber); a New York curò anche una versione rivisitata del suo Romeo e Giulietta e coreografò un nuovo allestimento de La bella addormentata.
Nonostante un secondo infarto nel 1988, MacMillan continuò a lavorare alacremente e l'anno successivo portò in scena al Covent Garden un nuovo balletto per la prima volta in cinque anni. Il suo allestimento de Il principe delle pagode andò a rimpiazzare quello creato da Cranko nel 1956, e segnò l'inizio della sua collaborazione con la diciannovenne Darcey Bussell, destinata a diventare la sua ultima musa. Per Busell e il defezionista sovietico Irek Muchamedov coreografò Winter Dreams nel 1991 e l'anno seguente volle Muchamedov come protagonista di The Judas Tree. Fu proprio Muchamedov a danzare nel ruolo del protagonista nella rappresentazione del Mayerling del 29 ottobre 1992, durante la quale MacMillan morì dietro le quinte, stroncato da un infarto. Quella stessa sera il Birmingham Royal Ballet stava portando in scena il suo Romeo e Giulietta. Al termine della rappresentazione di Mayerling, il direttore generale della Royal Opera House salì sul palco per annunciare la morte di MacMillan al pubblico, invitando inoltre gli spettatori a chinare il capo e lasciare il teatro in silenzio. Al momento della sua morte MacMillan aveva quasi terminato le nuove coreografie per il musical di Rodgers e Hammerstein Carousel, portato al debutto sei settimane più tardi al National Theatre di Londra per la regia di Nicholas Hytner. L'anno successivo l'allestimento fu riproposto al Lincoln Center di Broadway e valse a MacMillan il Tony Award alla miglior coreografia.

## Coreografie

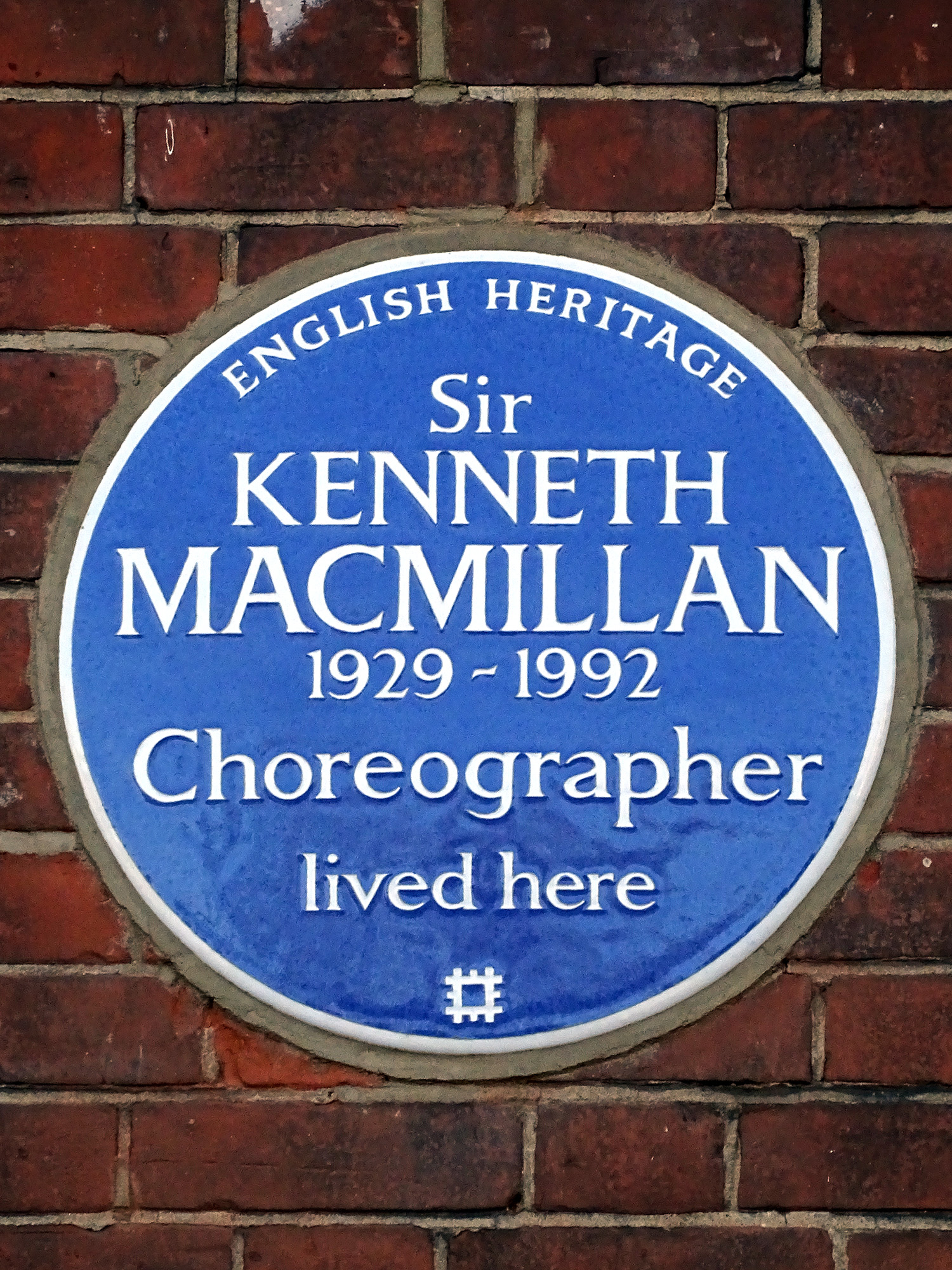
Targa posta sulla casa di Kenneth MacMillan a Londra

### Balletti in tre atti
- Romeo e Giulietta
- Anastasia
- L'histoire de Manon
- Mayerling
- Isadora
- Il principe delle pagode - creato per Darcey Bussell

### Balletti in un atto
- Danses concertantes - musica di Igor' Fëdorovič Stravinskij (1955)
- The House of Birds - musica di Federico Mompou, arr. John Lanchbery) (1955)
- Noctambules musica di Humphrey Searle, (1956)
- Solitaire musica di Malcolm Arnold (1956)
- Valse excentrique musica di Jacques Ibert (1956)
- The Invitation - creato per Lynn Seymour (1960)
- The Rite of Spring - creato per Monica Mason, musica di Igor' Stravinskij (1962)
- Elite Syncopations
- My Brother, My Sisters
- La Fin du Jour
- Valley of Shadows
- Gloria
- The Song of the Earth
- Solitaire
- Different Drummer

## Onorificenze e premi
MacMillan è stato nominato cavaliere nel 1983 e ha ricevuto lauree honoris causa dall'Università di Edimburgo (1976) e dal Royal College of Art (1992).
I suoi riconoscimenti includono il Evening Standard Ballet Award (1979); Premio del balletto della Society of West End Theatre Managers, 1980 e 1983; e, postumo, il Laurence Olivier Award per la migliore produzione di nuova danza nel 1993 per The Judas Tree; il premio speciale Society of London Theatre nel 1993; e il Tony Award per la migliore coreografia nel 1994 per Carousel.